# NGC 7047
NGC 7047 est une galaxie spirale barrée (intermédiaire ?) située dans la constellation du Verseau. Sa vitesse par rapport au fond diffus cosmologique est de 5 461 ± 23 km/s, ce qui correspond à une distance de Hubble de 80,6 ± 5,6 Mpc (∼263 millions d'al). NGC 7047 a été découverte par l'astronome français Édouard Stephan en 1873.
La classe de luminosité de NGC 7047 est II et elle présente une large raie HI. Elle renferme également des régions d'hydrogène ionisé (HII). Selon la base de données Simbad, NGC 7047 est une galaxie active de type Seyfert 2.
À ce jour, sept mesures non basées sur le décalage vers le rouge (redshift) donnent une distance de 82,771 ± 11,661 Mpc (∼270 millions d'al), ce qui est à l'intérieur des valeurs de la distance de Hubble.

## Propriétés physiques
NGC 7047 est une galaxie de type morphologique SAB C. En 2008, une équipe de l'ESO a étudié NGC 7047 avec le radiotélescope JCMT. Ils découvriront que NGC 7047 abrite une grande région de poussière interstellaire millimétrique. Les signaux radio de NGC 7047 semblent montrer que cette région est chauffée et ionisée, les scientifiques pensent que cette région est en proie à une formation d'étoiles qui crée de jeunes objets stellaires très chauds et très lumineux qui chauffent et ionisent la poussière interstellaire environnante. Selon les mesures de température, la région de formation aurait une masse de 2,3 × 107 {\displaystyle M_{\odot }} ainsi qu'une luminosité de 1010 {\displaystyle L_{\odot }}. Selon une autre étude faite avec le télescope infrarouge SPITZER, 3.5 M⊙ seraient converties en jeunes objets stellaires chaque année.

### Trou noir supermassif
Selon la brillance de son cœur LINER, le trou noir central de NGC 7047 aurait une masse de 30 millions de M⊙.

## Supernova
Deux supernovas ont été observées dans NGC 7047 : PTFo9cjq et AT 2016cph.

### PTF09cjq
La supernova PTF09cjq a été découverte le 1er janvier 2009. Elle était de type II.

### AT 2016cph
Cette supernova a été découverte le 30 mai 2016 par le relevé astronomique ATLAS (Asteroid Terrestrial-impact Last Alert System). D'une magnitude apparente de 18,54 au moment de sa découverte, sont type n'a pu être identifié.